# NGC 1384
NGC 1384 is een spiraalvormig sterrenstelsel in het sterrenbeeld Stier. Het hemelobject werd op 20 oktober 1864 ontdekt door de Duitse astronoom Albert Marth.

## Synoniemen
- MCG 3-10-3
- ZWG 465.4
- PGC 13448